# Día de la Bicicleta
El Día de la bicicleta se celebra en todo el mundo cada 19 de abril. La fecha hace referencia al 19 de abril de 1943 (82 años), cuando Albert Hofmann, conocido como «el padre del LSD», realizaba en su laboratorio un autoexperimento con una sustancia para determinar sus efectos psicotrópicos, tras el cual, su regreso a casa en bicicleta se tornaría famoso.

## Origen

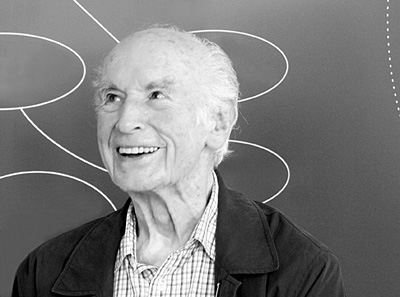
Albert Hofmann.

El 19 de abril de 1943, el químico suizo Albert Hofmann realizó un autoexperimento para determinar los efectos de la dietilamida de ácido lisérgico (LSD). Hofmann ingirió deliberadamente 0,25 miligramos (250 microgramos) de la sustancia —tres días antes, el 16 de abril, lo había hecho en forma accidental mientras manipulaba la sustancia, descubriendo así sus poderosos efectos—, cantidad que consideró por entonces una dosis mínimamente efectiva (esa dosis está fijada hoy en los 20 microgramos). Menos de una hora después, Hofmann experimentó intensas y repentinas alteraciones de la percepción. Pidió a su ayudante de laboratorio que lo escoltara hasta su casa. Como el uso de vehículos motorizados estaba prohibido a causa de las restricciones impuestas por la guerra, debieron hacer el viaje en bicicleta. En el camino, las condiciones de Hofmann se deterioraron rápidamente: veía a su vecina de al lado como una bruja, pensaba que se estaba volviendo loco, y creía que el LSD lo había envenenado. Sin embargo, cuando su médico de cabecera lo examinó, no detectó ninguna anormalidad física, excepto por un par de pupilas increíblemente dilatadas. Hofmann fue estabilizado, y pronto su pánico comenzó a dar paso a una sensación de fortuna y disfrute. Él mismo lo describió así: 

Poco a poco comencé a disfrutar de una sucesión de colores y formas sin precedentes, aun con mis ojos cerrados. Fantásticas imágenes caleidoscópicas surgían en mí, alternantes, variadas, se abrían y cerraban en círculos y espirales, y explotaban como fuentes de color, se reordenaban y mezclaban en un flujo constante...
Albert Hofmann

Los eventos del primer viaje de LSD, conocido hoy como «el día de la bicicleta» por su vuelta a casa en este medio de transporte, probaron a Hofmann que había hecho un descubrimiento significativo: una sustancia psicoactiva con una potencia extraordinaria, capaz de provocar alteraciones de la conciencia significativas con una dosis extremadamente pequeña. Hofmann visionó la droga como una potente herramienta psiquiátrica; debido a su naturaleza introspectiva, no imaginó jamás a nadie utilizándola de forma lúdica.

## Primeros festejos

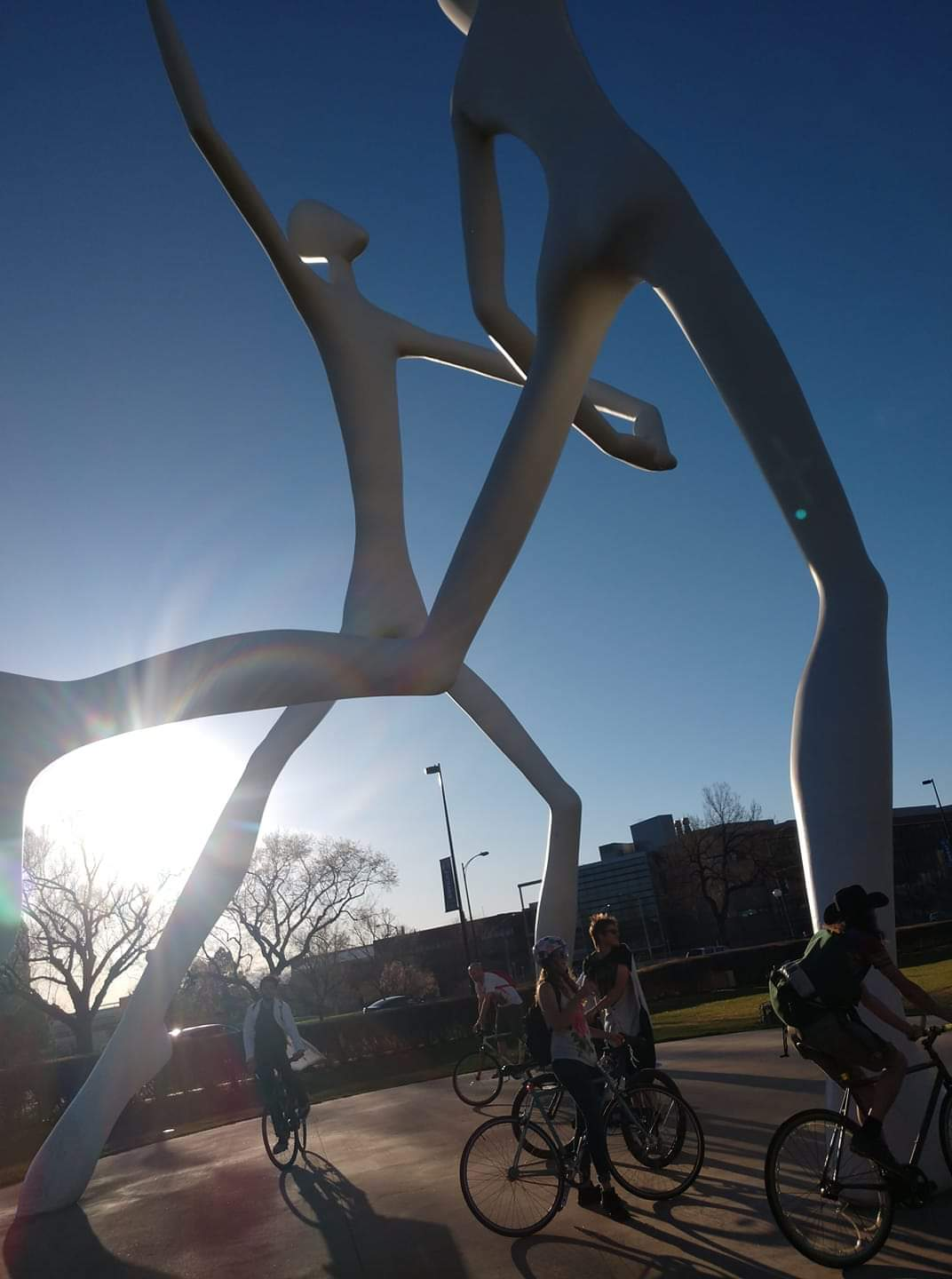
Día de la Bicicleta en Denver, 19 de abril de 2019.

La celebración del día de la bicicleta tuvo su origen en DeKalb, una ciudad estadounidense del estado de Illinois, en 1985. Thomas B. Roberts, por entonces profesor de la Universidad del Norte de Illinois —hoy, profesor emérito de esa casa de estudios—, creó el nombre de «día de la bicicleta». Fue en su propio hogar donde tuvo lugar la primera celebración de este día. Varios años después, envió un anuncio confeccionado por uno de sus estudiantes a amigos y listas de internet para difundir la idea y su fecha de celebración. Su primera intención fue conmemorar la primera experiencia de Hofmann con el LSD, una exposición accidental a la sustancia que tuvo lugar tres días antes del autoexperimento premeditado, el 16 de abril; como esa fecha cayó a mitad de semana, a Roberts no le pareció buena idea celebrarlo en esa fecha, por lo que eligió el 19 para honrar la primera exposición intencional de Hofmann a la sustancia y su famoso viaje.

## En Iberoamérica
En conmemoración de esta fecha, el 19 de abril se celebran eventos para fomentar el uso de la bicicleta, en países como España, Chile y México.

Conocido también como «Bikeday», ese día se celebra también con descuentos y promociones de grandes actores de la industria. El creador de esta idea es un trabajador del medio relacionado con el ciclismo: Felipe Weinroth. Durante esta celebración se incrementan sustancialmente las ventas de bicicletas en relación con el acontecimiento.[cita requerida]